# Импрунета
Импрунета (итал. Impruneta) — коммуна в Италии, располагается в регионе Тоскана, в провинции Флоренция.
Население составляет 14 778 человек (2008 г.), плотность населения составляет 308 чел./км². Занимает площадь 48 км². Почтовый индекс — 50023. Телефонный код — 055.
Покровителем коммуны почитается святой апостол и евангелист Лука, празднование 18 октября.

## Демография
Динамика населения:

## Администрация коммуны
- Официальный сайт: http://www.comune.impruneta.fi.it/

## Города-побратимы
- Бельрив-сюр-Алье, Франция
- Прахатице, Чехия
- Прушков, Польша
- Хадамар, Германия